# 克劳斯尼茨
克劳斯尼茨（德語：Claußnitz）是德国萨克森州的市镇，隶属于中萨克森县。总面积为21.38平方千米，截至2023年12月31日总人口为2,910人。